# Koninginnedag 1986
Koninginnedag 1986 was de viering van de Nederlandse nationale feestdag Koninginnedag, op 30 april 1986. Koningin Beatrix en haar familie bezochten de Brabantse plaats Deurne en de Limburgse plaats Meijel voor de viering van deze feestdag.

## Programma
De koninklijke familie arriveerde per koninklijke trein op Station Deurne. De koningin en prins Claus werden daar ontvangen door burgemeester Ton van Genabeek en Commissaris van de Koningin Dries van Agt. Na het aanschouwen van een vendelgroet werd de tocht vervolgd per open koets door de Stationslaan, Stationsstraat, Lage Kerk en Hogeweg. Op het plein voor gemeenschapshuis De Vierspan werden kinderspelen bezocht. Daarna werd de tocht per voet vervolgd door Harmoniestraat en Martinetstraat naar de Markt, waar diverse folkloristische optredens plaatsvonden.
Na een korte onderbreking van het programma in het gemeentehuis aan de Markt werd de tocht per auto vervolgd via de Raadhuisstraat, Martinetstraat en Liesselseweg via de dorpen Liessel en Neerkant naar Meijel, waar het tweede deel van het programma plaatsvond.

## Trivia
- Vanwege andere verplichtingen was Willem-Alexander niet aanwezig.